# 楠浩子
楠浩子（8月3日—）是日本的女性聲優，福岡縣北九州市出身。松濤Actor's Gymnasium聲優部畢業。隸屬於LEOPARD STEEL。

## 人物
2016年3月31日離開JTB娛樂，2017年4月加入LEOPARD STEEL。

## 演出作品
※粗體字為主要角色。

### 電視動畫
2009年
- 肯普法（女學生C）

2010年
- B型H系（小林真希[5]、女子、友人）
- 神隱之狼（女學生、看護士、櫃台人員）

2012年
- 輕鬆百合♪♪（女孩子A）
- 柴犬子（女孩子）

2013年
- 閃亂神樂（學生A）
- 歌之王子殿下 真愛2000%（小孩）
- 蒼藍世界的中心（巴特莉·莎比亞）
- 結界女王 震顫（荷莉·羅斯）

2014年
- 我們大家的河合莊（千夏的朋友A）
- 未確認進行式（女學生）
- 修業魔女璐璐萌（小朋）

### 遊戲
- 女友伴身邊（川上瀨莉[6]）
- Heroes Placement（三郷紅葉、大館桐、ミントミッチャム矢掛、藍奈、鱈場クラハ、玉城美和）
- 侍道 Online（遊女龍野）

### 廣播劇CD
- 結界女王（エキストラパンドラ3）
- 蒼藍世界的中心（小孩）
- 胖嘟嘟游泳社（太田晴[7]）

### 外語配音
- 犀利人夫（Libby、Boltie（艾倫·佩姬））
- 畫壁（バイフー，2012年11月2日）
- 變身戰士Mantera（蒂娜，2013年1月1日）
- 死人之鏡（大偵探白羅系列）（蘇珊，2013年6月25日，在DeAGOSTINI隔週刊收錄）
- ドラゴン・パール 謎の皇帝のドラゴンボール（鈴，2014年7月2日）
- 瘋狂忘年交（蘇菲，2014年8月2日）

### 電視節目
- 1分間的深入談話 再現VTR

### 舞台
- 好村俊子製作鷹
  - 三島由紀夫的近代能樂集「熊野」（悠彌）

### 網路廣播
- 結衣、浩子的Smart Gamer廣播（音泉：2014年10月5日－12月26日）
- JTB娛樂的寶箱廣播『楠浩子＆元吉茉莉花＆西森梨花的女子樂屋（WALLOP：2014年10月－2016年7月）
- 廣播 戰姬帝國 from 英雄*戰姬（音泉：2015年4月30日－7月23日，2016年1月4日－3月21日）[8]
- 楠田亞衣奈與楠浩子的「楠×楠HOUSE」（NICONICO直播、WALLOP：2016年8月2日－每月第1、2、3週二）
- （Happy Radio：2016年7月 -）每月一回，不定期

## 音樂CD

### 角色歌
| 發售日  | 商品名稱       | 演唱名義                                             | 歌曲                       | 備註                       |
| 2015年  | 2015年         | 2015年                                               | 2015年                     | 2015年                     |
| ------- | -------------- | ---------------------------------------------------- | -------------------------- | -------------------------- |
| 8月19日 |                | 響子（山口立花子）、松尾（西森梨花）、龍野（楠浩子） | 「」 「Girly Girl Party!」 | 遊戲《侍道Online》相關歌曲 |
| 8月19日 | 龍野（楠浩子） | 「」                                                 |                            | 遊戲《侍道Online》相關歌曲 |

## 外部連結
- 事務所官方簡歷 （页面存档备份，存于）（日語）
- 楠浩子的X（前Twitter）（日語）